# Биг Велс (Тексас)
Биг Велс (енгл. Big Wells) град је у америчкој савезној држави Тексас. По попису становништва из 2010. у њему је живело 697 становника.

## Демографија
Према попису становништва из 2010. у граду је живело 697 становника, што је 7 (1,0%) становника мање него 2000. године.
| Група             | 2000.       | 2010.       |
| Белци             | 66 (9,4%)   | 33 (4,7%)   |
| Афроамериканци    | 2 (0,3%)    | 5 (0,7%)    |
| Азијати           | 3 (0,4%)    | 1 (0,1%)    |
| Хиспаноамериканци | 631 (89,6%) | 656 (94,1%) |
| Укупно            | 704         | 697         |